# Abu Musa
Abu Musa (Perzisch ابوموسی - Abū Mūsā) is een eiland van 12 km² in het oosten van de Perzische Golf. Het eiland maakt deel uit van een archipel van zes eilanden bij de ingang van de Straat van Hormuz. Het eiland is op dit moment bestuurlijk onderdeel van Iran en maakt deel uit van de provincie Hormozgan. Er ligt echter ook een claim van de Verenigde Arabische Emiraten op het eiland en de archipel.Het Abu Musa-eiland is het meest zuidelijke Iraanse eiland en het dichtst bij de evenaar.

## Inwoners
De circa 2000 bewoners van Abu Musa noemen het eiland "Gap-sabzu", wat groene plek betekent. Op historische kaarten wordt het eiland ook wel Bumuf of Bum-i Musa genoemd; Perzisch voor "het land van Mozes" (Musa).
In 2010 heeft het eiland ongeveer 2038 inwoners, waarmee het eiland de gemeente van Iran met het minste inwonertal is. De stad Abu Musa heeft 1868 inwoners in 2010.